# كان أوهارا
كان أوهارا (بالإنجليزية: Kane O'Hara)‏ هو كاتب مسرحي وملحن أيرلندي، ولد في 1712 في جزيرة أيرلندا في المملكة المتحدة، وتوفي في 17 يونيو 1782 في دبلن في جمهورية أيرلندا.

## وصلات خارجية
- كان أوهارا على موقع ميوزك برينز (الإنجليزية)